# Newport County Association Football Club
Il Newport County Association Football Club, meglio noto come Newport County, è una società calcistica gallese con sede nella città di Newport. Gioca nella League Two, la quarta divisione del calcio inglese.

## Storia

### Dalle origini al primo dopoguerra
Nonostante abbia vissuto momenti nei quali si è temuto il peggio per la sopravvivenza stessa del club, la storia del Newport County A.F.C., accompagnata costantemente dall'affetto dei suoi tifosi, presenta aspetti degni di nota. Si è soliti far risalire le radici storiche del calcio a Newport all'inizio del 900, quando lavoratori impiegati nell'industria siderurgica tentarono di fondare un club calcistico. Nonostante il fatto che in quel periodo a livello sportivo la città fosse maggiormente considerata per il rugby, nella stagione 1906-07 un club denominato Newport FC si piazzò al secondo posto nella Second Division della Western Football League. Disgraziatamente questo club chiuse i battenti di lì a poco a causa dell'instabilità finanziaria. Solo nel 1912 nacque a livello embrionale il Newport County, con la denominazione di "Newport & Monmouth County FC". In questo periodo pre-bellico il campo di gioco fu quello di Somerton Park e la squadra militò nella Second Division della Southern League.

### Dal primo al secondo dopoguerra
Nella stagione 1919-20, alla fine del conflitto, la squadra giocò in First Division, che un anno più tardi in seguito alla ristrutturazione del campionato venne rinominata Third Division, nell'ambito di un quadro calcistico più ampio quanto a numero di squadre. Nel 1931, in seguito a persistenti problemi economici legati alla durissima crisi figlia del crollo del '29, il club perse l'affiliazione. Un anno dopo riottenne l'iscrizione, ma fu solo nella stagione 1938-39 che arrivò il vero salto di qualità, con la guida di Billy McCandless, che si tradusse nel raggiungimento della promozione in Second Division. Il debutto in categoria superiore fu dei più promettenti, potendo vantare la squadra una vittoria contro il
Southampton ed un pareggio contro il Tottenham. Tuttavia, lo scoppio della Seconda guerra mondiale impose alla federazione la cancellazione dei campionati mentre il Newport veleggiava a metà classifica.

### Dal secondo dopoguerra ai primi anni '80
L'immediato dopoguerra non fu dei migliori, se si considera che nella stagione 1946-1947 il Newport subì rovinose sconfitte interne ed esterne ad opera di West Bromwich Albion e Newcastle United (2-7 e 13-0, rispettivamente). Le annate successive furono caratterizzate da risultati che videro la squadra stazionare tranquillamente a metà classifica. Inserita nel 1958 nella nuova Third Division, la compagine di Newport retrocesse in Fourth Division quattro stagioni più tardi e per ben 18 anni stazionò nel limbo del calcio britannico. Con l'avvento alla guida della squadra di Colin Addison e, più tardi, di Len Ashurst, il Newport County conobbe il periodo più radioso della sua storia, tanto che nel 1980 ottenne una promozione e la vittoria in coppa nazionale, grazie a uomini come John Aldridge, Keith Oakes e Tommy Tynan. Il club si comportò assai bene in Third Division, e fu autore di un'impresa straordinaria in Coppa delle Coppe, quando si arrese nei quarti di finale al Carl Zeiss Jena (ex Germania Est), pareggiando in trasferta 2-2 e perdendo 0-1 una partita stregata di fronte a 18000 spettatori. Nel 1983 i Gallesi sfiorano la promozione in Division Two senza raggiungerla ed ebbe inizio un lento declino, che si concretizzò con la retrocessione in Fourth Division nel 1988. Il Newport tentò di sopravvivere economicamente ma venne prima sospeso e poi escluso dal campionato mentre gli Ufficiali Giudiziari assediavano Somerton Park.

### Dalla rifondazione ai giorni nostri
Grazie alla passione ed al desiderio di pochi tifosi vogliosi di ridare lustro calcistico alla città gallese, nel mese di Giugno del 1989 venne fondato il Newport A.F.C., che ottenne l'iscrizione alla Hellenic Football League ma fu costretto a giocare a Moreton-in-Marsh le partite casalinghe: da qui deriva l'appellativo di "Exiles" ("esuli"). La doppia vittoria in Campionato e Coppa di Lega vide il club iscriversi alla Midland Division della Southern League e tornare a giocare a Somerton Park. Due anni dopo il club non subì più sanzioni disciplinari per il fatto di aderire al sistema piramidale del calcio inglese, pur essendo una compagine del Galles.
L'apice di questo travagliato percorso fu raggiunto quando, nel 1994, l'Alta Corte stabilì che il Newport A.F.C. poteva giocare presso l'impianto sportivo cittadino di Spytty Park ed accedere senza vincoli al sistema piramidale del calcio inglese. Nel 1999 la squadra venne rinominata Newport County A.F.C. e cinque anni più tardi entrò in Conference League. Nella stagione 2009-2010 la squadra ha ottenuto la promozione nella Conference National, categoria nella quale militava nel 1989 prima del fallimento e dove affronterà il Wrexham.
Può vantare un settore giovanile di tutto rilievo rispetto allo standard della divisione di
appartenenza, ed il suo sito ufficiale è considerato il migliore della Southern Conference stessa. Recentemente ha anche conquistato la FAW Premier Cup battendo in finale il Llanelli 1-0. Da citare la storica rivalità con Merthyr Tydfil F.C. e Cardiff City.

## Allenatori
- Sam Hollis (1913-1917)
- Louis Page (1935-1937)
- Tom Bromilow (1946-1950)
- Bobby Evans (1961-1962)
- Bobby Ferguson (1969-1970)
- Colin Addison (1977-1978)
- Len Ashurst (1978-1982)
- Colin Addison (1982-1985)
- John Relish (1986)
- Brian Eastick (1987-1988)
- John Mahoney (1988-1989)
- John Relish (1989-1993)
- Peter Nicholas (2002-2004)
- John Cornforth (2004-2005)
- Peter Beadle (2005-2008)
- Dean Holdsworth (2008-2011)
- Anthony Hudson (2011)
- Justin Edinburgh (2011-2015)
- Terry Butcher (2015)
- John Sheridan (2015-2016)
- Warren Feeney (2016)
- Graham Coughlan (2022-2023)
- Jonh Ioso (2023-)

## Palmarès

### Competizioni nazionali
- Third Division South: 1

1938-1939
- National League South: 1

2009-2010
- Southern League Midland Division: 1

1994-1995
- Coppa del Galles: 1

1979-1980
- FAW Premier Cup: 1

2007-2008

### Competizioni regionali
- Hellenic Football League: 1

1989-1990
- Hellenic League Cup: 1

1989-1990
- Monmouthshire/Gwent Senior Cup: 26

1920-1921, 1921-1922, 1922-1923, 1923-1924, 1925-1926, 1927-1928, 1931-1932, 1935-1936, 1953-1954, 1957-1958, 1958-1959, 1964-1965, 1967-1968, 1968-1969, 1969-1970, 1971-1972, 1972-1973, 1973-1974, 1996-1997, 1997-1998, 1998-1999, 1999-2000, 2000-2001, 2001-2002, 2003-2004, 2004-2005
- Gloucestershire Senior Challenge Cup: 1

1993-1994
- Herefordshire Senior Cup: 1

1999-2000

### Altri piazzamenti
- Campionato inglese di quarta divisione:

Terzo posto: 1979-1980
Finalista play-off: 2018-2019
- National League:

Terzo posto: 2012-2013
- Coppa del Galles:

Finalista: 1962-1963, 1986-1987
Semifinalista: 1936-1937, 1937-1938, 1939-1940, 1946-1947, 1950-1951, 1953-1954, 1955-1956, 1956-1957, 1963-1964, 1966-1967, 1967-1968, 1971-1972, 1974-1975
- FAW Premier Cup:

Finalista: 2002-2003, 2006-2007
- Football League Trophy:

Semifinalista: 1984-1985, 2019-2020
- FA Trophy:

Finalista: 2011-2012

## Statistiche

### Statistiche nelle competizioni UEFA
Tabella aggiornata alla fine della stagione 2018-2019.
| Competizione      | Partecipazioni | G | V | N | P | RF | RS |
| ----------------- | -------------- | - | - | - | - | -- | -- |
| Coppa delle Coppe | 1              | 6 | 2 | 3 | 1 | 12 | 3  |

## Organico

### Rosa 2024-2025
| N. |                              | Ruolo | Calciatore                |
| -- | ---------------------------- | ----- | ------------------------- |
| 1  | Antigua e Barbuda (bandiera) | P     | Nick Townsend             |
| 3  | Inghilterra (bandiera)       | D     | Anthony Driscoll-Glennon  |
| 4  | Galles (bandiera)            | C     | Matthew Baker             |
| 5  | Inghilterra (bandiera)       | D     | James Clarke              |
| 6  | Irlanda (bandiera)           | D     | Ciaran Brennan            |
| 7  | Camerun (bandiera)           | A     | Bobby Kamwa               |
| 8  | Inghilterra (bandiera)       | C     | Bryn Morris               |
| 9  | Inghilterra (bandiera)       | A     | Courtney Baker-Richardson |
| 10 | Inghilterra (bandiera)       | C     | Oliver Greaves            |
| 11 | Inghilterra (bandiera)       | C     | Cameron Antwi             |
| 12 | Galles (bandiera)            | D     | Joe Thomas                |
| 13 | Inghilterra (bandiera)       | P     | Jacob Carney              |
| 14 | Inghilterra (bandiera)       | C     | Kai Whitmore              |
| 15 | Irlanda (bandiera)           | D     | Josh Seberry              |
| 16 | Inghilterra (bandiera)       | C     | Jamie Miley               |

| N. |                        | Ruolo | Calciatore       |
| -- | ---------------------- | ----- | ---------------- |
| 17 | Galles (bandiera)      | C     | Kieron Evans     |
| 18 | Galles (bandiera)      | C     | Kiban Rai        |
| 19 | Irlanda (bandiera)     | A     | Shane McLoughlin |
| 21 | Galles (bandiera)      | D     | Matthew Baker    |
| 23 | Inghilterra (bandiera) | C     | Michael Spellman |
| 24 | Galles (bandiera)      | D     | Aaron Wildig     |
| 25 | Inghilterra (bandiera) | A     | Kyle Hudlin      |
| 26 | Galles (bandiera)      | D     | Cameron Evans    |
| 27 | Inghilterra (bandiera) | A     | Hamzad Kargbo    |
| 29 | Portogallo (bandiera)  | D     | Nelson Sanca     |
| 30 | Inghilterra (bandiera) | C     | Noah Mawene      |
| 31 | Galles (bandiera)      | A     | Luke Jephcott    |
| 33 | Galles (bandiera)      | D     | Armani Babah     |
| 34 | Galles (bandiera)      | C     | Jack Norris      |
| 37 | Galles (bandiera)      | A     | Geoffroy Bony    |

### Rosa 2023-2024
| N. |                           | Ruolo | Calciatore            |
| -- | ------------------------- | ----- | --------------------- |
| 1  | Inghilterra (bandiera)    | P     | Joe Day               |
| 2  | Inghilterra (bandiera)    | D     | Cameron Norman        |
| 3  | Inghilterra (bandiera)    | D     | Declan Drysdale       |
| 4  | Galles (bandiera)         | C     | Sam Bowen             |
| 5  | Inghilterra (bandiera)    | D     | James Clarke          |
| 6  | Inghilterra (bandiera)    | D     | Priestley Farquharson |
| 9  | Inghilterra (bandiera)    | A     | Omar Bogle            |
| 10 | Rep. del Congo (bandiera) | C     | Offrande Zanzala      |
| 11 | Galles (bandiera)         | C     | James Waite           |
| 14 | Galles (bandiera)         | D     | Aaron Lewis           |
| 17 | Inghilterra (bandiera)    | D     | Scot Bennett          |
| 18 | Inghilterra (bandiera)    | A     | Chanka Zimba          |
| 19 | Inghilterra (bandiera)    | A     | Charlie McNeill       |

| N. |                              | Ruolo | Calciatore          |
| -- | ---------------------------- | ----- | ------------------- |
| 20 | Irlanda (bandiera)           | C     | Harry Charsley      |
| 21 | Galles (bandiera)            | D     | Matthew Baker       |
| 22 | Guyana (bandiera)            | C     | Nathan Moriah-Welsh |
| 24 | Galles (bandiera)            | D     | Aaron Wildig        |
| 27 | Inghilterra (bandiera)       | D     | Adam Lewis          |
| 28 | Inghilterra (bandiera)       | D     | Mickey Demetriou    |
| 29 | Galles (bandiera)            | C     | Will Evans          |
| 30 | Antigua e Barbuda (bandiera) | P     | Nick Townsend       |
| 39 | Galles (bandiera)            | P     | Evan Ovendale       |
|    | Irlanda (bandiera)           | A     | Calum Kavanagh      |
|    | Galles (bandiera)            | C     | Lewys Twamley       |
|    | Galles (bandiera)            | D     | Joe Woodiwiss       |

### Rosa 2022-2023
| N. |                           | Ruolo | Calciatore            |
| -- | ------------------------- | ----- | --------------------- |
| 1  | Inghilterra (bandiera)    | P     | Joe Day               |
| 2  | Inghilterra (bandiera)    | D     | Cameron Norman        |
| 3  | Inghilterra (bandiera)    | D     | Declan Drysdale       |
| 4  | Galles (bandiera)         | C     | Sam Bowen             |
| 5  | Inghilterra (bandiera)    | D     | James Clarke          |
| 6  | Inghilterra (bandiera)    | D     | Priestley Farquharson |
| 9  | Inghilterra (bandiera)    | A     | Omar Bogle            |
| 10 | Rep. del Congo (bandiera) | C     | Offrande Zanzala      |
| 11 | Galles (bandiera)         | C     | James Waite           |
| 14 | Galles (bandiera)         | D     | Aaron Lewis           |
| 17 | Inghilterra (bandiera)    | D     | Scot Bennett          |
| 18 | Inghilterra (bandiera)    | A     | Chanka Zimba          |
| 19 | Inghilterra (bandiera)    | A     | Charlie McNeill       |

| N. |                              | Ruolo | Calciatore          |
| -- | ---------------------------- | ----- | ------------------- |
| 20 | Irlanda (bandiera)           | C     | Harry Charsley      |
| 21 | Galles (bandiera)            | D     | Matthew Baker       |
| 22 | Guyana (bandiera)            | C     | Nathan Moriah-Welsh |
| 24 | Galles (bandiera)            | D     | Aaron Wildig        |
| 27 | Inghilterra (bandiera)       | D     | Adam Lewis          |
| 28 | Inghilterra (bandiera)       | D     | Mickey Demetriou    |
| 29 | Galles (bandiera)            | C     | Will Evans          |
| 30 | Antigua e Barbuda (bandiera) | P     | Nick Townsend       |
| 39 | Galles (bandiera)            | P     | Evan Ovendale       |
|    | Irlanda (bandiera)           | A     | Calum Kavanagh      |
|    | Galles (bandiera)            | C     | Lewys Twamley       |
|    | Galles (bandiera)            | D     | Joe Woodiwiss       |

### Rosa 2021-2022
| N. |                        | Ruolo | Calciatore       |
| -- | ---------------------- | ----- | ---------------- |
| 1  | Galles (bandiera)      | P     | Tom King         |
| 2  | Galles (bandiera)      | D     | Ash Baker        |
| 3  | Inghilterra (bandiera) | D     | Ryan Haynes      |
| 4  | Inghilterra (bandiera) | C     | Joss Labadie     |
| 5  | Inghilterra (bandiera) | D     | Kyle Howkins     |
| 6  | Galles (bandiera)      | D     | Brandon Cooper   |
| 7  | Inghilterra (bandiera) | C     | Robbie Willmott  |
| 8  | Inghilterra (bandiera) | C     | Matt Dolan       |
| 9  | Irlanda (bandiera)     | A     | Pádraig Amond    |
| 10 | Galles (bandiera)      | C     | Josh Sheehan     |
| 11 | Inghilterra (bandiera) | A     | Tristan Abrahams |
| 14 | Irlanda (bandiera)     | C     | Jamie Devitt     |
| 15 | Inghilterra (bandiera) | D     | David Longe-King |

| N. |                        | Ruolo | Calciatore       |
| -- | ---------------------- | ----- | ---------------- |
| 16 | Inghilterra (bandiera) | D     | Bradley Webb     |
| 17 | Inghilterra (bandiera) | D     | Scot Bennett     |
| 18 | Inghilterra (bandiera) | A     | Jamie Proctor    |
| 19 | Inghilterra (bandiera) | C     | Scott Twine      |
| 20 | Gambia (bandiera)      | A     | Saikou Janneh    |
| 21 | Galles (bandiera)      | D     | Lewis Collins    |
| 22 | Inghilterra (bandiera) | C     | Kevin Ellison    |
| 24 | Galles (bandiera)      | D     | Aaron Lewis      |
| 28 | Inghilterra (bandiera) | D     | Mickey Demetriou |
| 29 | Inghilterra (bandiera) | A     | Ryan Taylor      |
| 30 | Inghilterra (bandiera) | P     | Nick Townsend    |
| 32 | Galles (bandiera)      | D     | Liam Shephard    |

### Rosa 2020-2021
| N. |                        | Ruolo | Calciatore       |
| -- | ---------------------- | ----- | ---------------- |
| 1  | Galles (bandiera)      | P     | Tom King         |
| 2  | Galles (bandiera)      | D     | Ash Baker        |
| 3  | Inghilterra (bandiera) | D     | Ryan Haynes      |
| 4  | Inghilterra (bandiera) | C     | Joss Labadie     |
| 5  | Inghilterra (bandiera) | D     | Kyle Howkins     |
| 6  | Galles (bandiera)      | D     | Brandon Cooper   |
| 7  | Inghilterra (bandiera) | C     | Robbie Willmott  |
| 8  | Inghilterra (bandiera) | C     | Matt Dolan       |
| 9  | Irlanda (bandiera)     | A     | Pádraig Amond    |
| 10 | Galles (bandiera)      | C     | Josh Sheehan     |
| 11 | Inghilterra (bandiera) | A     | Tristan Abrahams |
| 14 | Irlanda (bandiera)     | C     | Jamie Devitt     |
| 15 | Inghilterra (bandiera) | D     | David Longe-King |

| N. |                        | Ruolo | Calciatore       |
| -- | ---------------------- | ----- | ---------------- |
| 16 | Inghilterra (bandiera) | D     | Bradley Webb     |
| 17 | Inghilterra (bandiera) | D     | Scot Bennett     |
| 18 | Inghilterra (bandiera) | A     | Jamie Proctor    |
| 19 | Inghilterra (bandiera) | C     | Scott Twine      |
| 20 | Gambia (bandiera)      | A     | Saikou Janneh    |
| 21 | Galles (bandiera)      | D     | Lewis Collins    |
| 22 | Inghilterra (bandiera) | C     | Kevin Ellison    |
| 24 | Galles (bandiera)      | D     | Aaron Lewis      |
| 28 | Inghilterra (bandiera) | D     | Mickey Demetriou |
| 29 | Inghilterra (bandiera) | A     | Ryan Taylor      |
| 30 | Inghilterra (bandiera) | P     | Nick Townsend    |
| 32 | Galles (bandiera)      | D     | Liam Shephard    |

### Rosa 2019-2020
| N. |                        | Ruolo | Calciatore        |
| -- | ---------------------- | ----- | ----------------- |
| 1  | Inghilterra (bandiera) | P     | Joe Day           |
| 2  | Galles (bandiera)      | D     | David Pipe        |
| 3  | Inghilterra (bandiera) | D     | Dan Butler        |
| 4  | Inghilterra (bandiera) | C     | Joss Labadie      |
| 5  | Inghilterra (bandiera) | D     | Fraser Franks     |
| 7  | Inghilterra (bandiera) | C     | Robbie Willmott   |
| 8  | Inghilterra (bandiera) | C     | Matt Dolan        |
| 9  | Irlanda (bandiera)     | A     | Pádraig Amond     |
| 10 | Inghilterra (bandiera) | C     | Keanu Marsh-Brown |
| 11 | Giamaica (bandiera)    | A     | Jamille Matt      |
| 14 | Galles (bandiera)      | C     | Mark Harris       |
| 15 | Inghilterra (bandiera) | C     | Tyreeq Bakinson   |

| N. |                        | Ruolo | Calciatore          |
| -- | ---------------------- | ----- | ------------------- |
| 16 | Galles (bandiera)      | C     | Josh Sheehan        |
| 17 | Inghilterra (bandiera) | D     | Scot Bennett        |
| 18 | Galles (bandiera)      | C     | Jay Foulston        |
| 20 | Inghilterra (bandiera) | D     | Cameron Pring       |
| 21 | Inghilterra (bandiera) | D     | Tyler Hornby-Forbes |
| 22 | Galles (bandiera)      | C     | Andrew Crofts       |
| 25 | Irlanda (bandiera)     | D     | Mark O'Brien        |
| 28 | Inghilterra (bandiera) | D     | Mickey Demetriou    |
| 30 | Inghilterra (bandiera) | P     | Nick Townsend       |
| 33 | Inghilterra (bandiera) | C     | Charlie Cooper      |
| 42 | Inghilterra (bandiera) | A     | Antoine Semenyo     |

### Rosa 2018-2019
| N. |                        | Ruolo | Calciatore        |
| -- | ---------------------- | ----- | ----------------- |
| 1  | Inghilterra (bandiera) | P     | Joe Day           |
| 2  | Galles (bandiera)      | D     | David Pipe        |
| 3  | Inghilterra (bandiera) | D     | Dan Butler        |
| 4  | Inghilterra (bandiera) | C     | Joss Labadie      |
| 5  | Inghilterra (bandiera) | D     | Fraser Franks     |
| 7  | Inghilterra (bandiera) | C     | Robbie Willmott   |
| 8  | Inghilterra (bandiera) | C     | Matt Dolan        |
| 9  | Irlanda (bandiera)     | A     | Pádraig Amond     |
| 10 | Inghilterra (bandiera) | C     | Keanu Marsh-Brown |
| 11 | Giamaica (bandiera)    | A     | Jamille Matt      |
| 14 | Galles (bandiera)      | C     | Mark Harris       |
| 15 | Inghilterra (bandiera) | C     | Tyreeq Bakinson   |

| N. |                        | Ruolo | Calciatore          |
| -- | ---------------------- | ----- | ------------------- |
| 16 | Galles (bandiera)      | C     | Josh Sheehan        |
| 17 | Inghilterra (bandiera) | D     | Scot Bennett        |
| 18 | Galles (bandiera)      | C     | Jay Foulston        |
| 20 | Inghilterra (bandiera) | D     | Cameron Pring       |
| 21 | Inghilterra (bandiera) | D     | Tyler Hornby-Forbes |
| 22 | Galles (bandiera)      | C     | Andrew Crofts       |
| 25 | Irlanda (bandiera)     | D     | Mark O'Brien        |
| 28 | Inghilterra (bandiera) | D     | Mickey Demetriou    |
| 30 | Inghilterra (bandiera) | P     | Nick Townsend       |
| 33 | Inghilterra (bandiera) | C     | Charlie Cooper      |
| 42 | Inghilterra (bandiera) | A     | Antoine Semenyo     |

### Rosa 2017-2018
| N. |                        | Ruolo | Calciatore      |
| -- | ---------------------- | ----- | --------------- |
| 1  | Inghilterra (bandiera) | P     | Joe Day         |
| 2  | Galles (bandiera)      | D     | David Pipe      |
| 3  | Inghilterra (bandiera) | D     | Dan Butler      |
| 4  | Inghilterra (bandiera) | C     | Joss Labadie    |
| 6  | Inghilterra (bandiera) | D     | Ben White       |
| 7  | Inghilterra (bandiera) | C     | Robbie Willmott |
| 8  | Inghilterra (bandiera) | C     | Matt Dolan      |
| 9  | Irlanda (bandiera)     | A     | Pádraig Amond   |
| 10 | Inghilterra (bandiera) | A     | Frank Nouble    |
| 12 | Inghilterra (bandiera) | C     | Ben Tozer       |
| 13 | Inghilterra (bandiera) | A     | Marlon Jackson  |
| 15 | Inghilterra (bandiera) | A     | Shawn McCoulsky |

| N. |                              | Ruolo | Calciatore             |
| -- | ---------------------------- | ----- | ---------------------- |
| 17 | Inghilterra (bandiera)       | D     | Scot Bennett           |
| 18 | Galles (bandiera)            | C     | Jay Foulston           |
| 19 | Inghilterra (bandiera)       | D     | Tyler Reid             |
| 22 | Irlanda (bandiera)           | C     | Emmanuel Osadebe       |
| 25 | Irlanda (bandiera)           | D     | Mark O'Brien           |
| 28 | Inghilterra (bandiera)       | D     | Mickey Demetriou       |
| 30 | Inghilterra (bandiera)       | P     | James Bittner          |
| 31 | Galles (bandiera)            | C     | Josh Sheehan           |
| 32 | Antigua e Barbuda (bandiera) | C     | Calaum Jahraldo-Martin |
| 39 | Inghilterra (bandiera)       | A     | Paul Hayes             |
| 45 | Inghilterra (bandiera)       | A     | Aaron Williams         |

### Rosa 2016-2017
| N. |                        | Ruolo | Calciatore              |
| -- | ---------------------- | ----- | ----------------------- |
| 1  | Inghilterra (bandiera) | P     | Joe Day                 |
| 2  | Inghilterra (bandiera) | D     | Jazzi Barnum-Bobb       |
| 3  | Inghilterra (bandiera) | D     | Dan Butler              |
| 4  | Galles (bandiera)      | C     | Darren Jones            |
| 5  | Inghilterra (bandiera) | D     | Jamie Turley            |
| 6  | Inghilterra (bandiera) | C     | Joss Labadie            |
| 7  | Galles (bandiera)      | C     | Jack Compton            |
| 8  | Inghilterra (bandiera) | C     | Mark Randall            |
| 9  | Inghilterra (bandiera) | A     | Craig Reid              |
| 10 | Inghilterra (bandiera) | A     | Lenell John-Lewis       |
| 11 | Inghilterra (bandiera) | C     | Jennison Myrie-Williams |
| 12 | Inghilterra (bandiera) | C     | Ben Tozer               |
| 13 | Inghilterra (bandiera) | A     | Marlon Jackson          |
| 14 | Inghilterra (bandiera) | D     | Paul Bignot             |
| 15 | Galles (bandiera)      | A     | Alex Samuel             |
| 16 | Galles (bandiera)      | C     | Josh Sheehan            |

| N. |                        | Ruolo | Calciatore       |
| -- | ---------------------- | ----- | ---------------- |
| 17 | Inghilterra (bandiera) | D     | Scot Bennett     |
| 18 | Galles (bandiera)      | C     | David Pipe       |
| 19 | Inghilterra (bandiera) | D     | Sid Nelson       |
| 20 | Galles (bandiera)      | A     | Tom Owen-Evans   |
| 22 | Galles (bandiera)      | D     | Kieran Parselle  |
| 23 | Galles (bandiera)      | C     | Michael Flynn    |
| 24 | Albania (bandiera)     | A     | Florent Bojaj    |
| 25 | Irlanda (bandiera)     | D     | Mark O'Brien     |
| 27 | Inghilterra (bandiera) | A     | Sean Rigg        |
| 28 | Inghilterra (bandiera) | D     | Mickey Demetriou |
| 29 | Inghilterra (bandiera) | P     | Marcus Beauchamp |
| 30 | Inghilterra (bandiera) | P     | James Bittner    |
| 38 | Inghilterra (bandiera) | C     | Mitch Rose       |
| 40 | Inghilterra (bandiera) | A     | Ryan Bird        |
| 41 | Inghilterra (bandiera) | A     | Aaron Williams   |
| 42 | Inghilterra (bandiera) | A     | Jaanai Gordon    |

### Rosa 2015-2016
| N. |                           | Ruolo | Calciatore           |
| -- | ------------------------- | ----- | -------------------- |
| 2  | Inghilterra (bandiera)    | D     | Danny Holmes         |
| 3  | Galles (bandiera)         | D     | Scott Barrow         |
| 4  | Galles (bandiera)         | C     | Darren Jones         |
| 5  | Inghilterra (bandiera)    | D     | Ben Davies           |
| 7  | Inghilterra (bandiera)    | C     | Medy Elito           |
| 8  | Inghilterra (bandiera)    | C     | Yan Klukowski        |
| 9  | Costa d'Avorio (bandiera) | A     | Souleymane Coulibaly |
| 10 | Inghilterra (bandiera)    | A     | Lenell John-Lewis    |
| 12 | Saint Lucia (bandiera)    | D     | Janoi Donacien       |
| 14 | Inghilterra (bandiera)    | D     | Nana Ofori-Twumasi   |
| 15 | Inghilterra (bandiera)    | P     | Joe Green            |
| 16 | Galles (bandiera)         | D     | Andrew Hughes        |

| N. |                        | Ruolo | Calciatore            |
| -- | ---------------------- | ----- | --------------------- |
| 17 | Montserrat (bandiera)  | A     | Dean Morgan           |
| 18 | Francia (bandiera)     | C     | John-Christophe Ayina |
| 19 | Inghilterra (bandiera) | A     | Scott Boden           |
| 20 | Galles (bandiera)      | A     | Tom Owen-Evans        |
| 21 | Inghilterra (bandiera) | D     | Matt Partridge        |
| 22 | Galles (bandiera)      | D     | Kieran Parselle       |
| 23 | Inghilterra (bandiera) | C     | Alex Rodman           |
| 24 | Inghilterra (bandiera) | A     | Deane Smalley         |
| 26 | Inghilterra (bandiera) | A     | Tom Meechan           |
| 28 | Galles (bandiera)      | C     | Tommy O'Sullivan      |
| 30 | Inghilterra (bandiera) | P     | Joe Day               |
| 33 | Irlanda (bandiera)     | C     | Mark Byrne            |

### Rosa 2014-2015
| N. |                             | Ruolo | Calciatore      |
| -- | --------------------------- | ----- | --------------- |
| 1  | Inghilterra (bandiera)      | P     | Lenny Pidgeley  |
| 2  | Inghilterra (bandiera)      | D     | Ryan Jackson    |
| 3  | Irlanda (bandiera)          | D     | Kevin Feeley    |
| 4  | Inghilterra (bandiera)      | C     | Max Porter      |
| 5  | Galles (bandiera)           | D     | Darren Jones    |
| 6  | Inghilterra (bandiera)      | D     | Ismail Yakubu   |
| 7  | Irlanda del Nord (bandiera) | C     | Adam Chapman    |
| 8  | Inghilterra (bandiera)      | C     | Lee Minshull    |
| 9  | Inghilterra (bandiera)      | A     | Rene Howe       |
| 10 | Inghilterra (bandiera)      | A     | Aaron O'Connor  |
| 11 | Inghilterra (bandiera)      | A     | Chris Zebroski  |
| 12 | Inghilterra (bandiera)      | C     | Robbie Willmott |
| 13 | Inghilterra (bandiera)      | D     | Andy Sandell    |
| 14 | Inghilterra (bandiera)      | A     | Shaun Jeffers   |
| 15 | Inghilterra (bandiera)      | C     | Ryan Burge      |

| N. |                        | Ruolo | Calciatore       |
| -- | ---------------------- | ----- | ---------------- |
| 16 | Galles (bandiera)      | D     | Andrew Hughes    |
| 17 | Galles (bandiera)      | C     | Michael Flynn    |
| 18 | Inghilterra (bandiera) | C     | Yan Klukowski    |
| 19 | Galles (bandiera)      | C     | Kyle Patten      |
| 20 | Galles (bandiera)      | D     | Byron Anthony    |
| 21 | Inghilterra (bandiera) | D     | Curtis Obeng     |
| 22 | Inghilterra (bandiera) | D     | Harry Worley     |
| 23 | Inghilterra (bandiera) | A     | Christian Jolley |
| 24 | Inghilterra (bandiera) | A     | Joe Parker       |
| 25 | Inghilterra (bandiera) | P     | Jamie Stephens   |
| 28 | Inghilterra (bandiera) | A     | Danny Crow       |
| 30 | Inghilterra (bandiera) | P     | Joe Day          |
| 33 | Irlanda (bandiera)     | C     | Mark Byrne       |
| 45 | Inghilterra (bandiera) | A     | Joe Pigott       |

### Rosa 2013-2014
| N. |                             | Ruolo | Calciatore      |
| -- | --------------------------- | ----- | --------------- |
| 1  | Inghilterra (bandiera)      | P     | Lenny Pidgeley  |
| 2  | Galles (bandiera)           | D     | David Pipe      |
| 3  | Galles (bandiera)           | D     | Andrew Hughes   |
| 4  | Inghilterra (bandiera)      | C     | Max Porter      |
| 5  | Galles (bandiera)           | D     | Tony James      |
| 6  | Inghilterra (bandiera)      | D     | Ismail Yakubu   |
| 7  | Irlanda del Nord (bandiera) | C     | Adam Chapman    |
| 8  | Inghilterra (bandiera)      | C     | Lee Minshull    |
| 9  | Inghilterra (bandiera)      | A     | Danny Crow      |
| 10 | Inghilterra (bandiera)      | A     | Aaron O'Connor  |
| 11 | Inghilterra (bandiera)      | A     | Chris Zebroski  |
| 12 | Inghilterra (bandiera)      | C     | Robbie Willmott |

| N. |                        | Ruolo | Calciatore       |
| -- | ---------------------- | ----- | ---------------- |
| 13 | Inghilterra (bandiera) | D     | Andy Sandell     |
| 14 | Inghilterra (bandiera) | A     | Conor Washington |
| 15 | Inghilterra (bandiera) | C     | Ryan Burge       |
| 16 | Inghilterra (bandiera) | D     | Billy Jones      |
| 17 | Galles (bandiera)      | C     | Michael Flynn    |
| 18 | Inghilterra (bandiera) | D     | Ryan Jackson     |
| 19 | Inghilterra (bandiera) | D     | Tom Naylor       |
| 20 | Inghilterra (bandiera) | D     | Adedeji Oshilaja |
| 21 | Galles (bandiera)      | D     | Byron Anthony    |
| 22 | Inghilterra (bandiera) | D     | Harry Worley     |
| 23 | Inghilterra (bandiera) | A     | Christian Jolley |
| 25 | Inghilterra (bandiera) | P     | Jamie Stephens   |